# Oligosita collina
Oligosita collina är en stekelart som beskrevs av Walker 1851. Oligosita collina ingår i släktet Oligosita och familjen hårstrimsteklar. Inga underarter finns listade i Catalogue of Life.